# Greifenberg
Greifenberg es un municipio alemán, ubicado en el distrito de Landsberg, en el Estado federado de Baviera. Se encuentra a 17 km al este de Landsberg am Lech y a 40 km al oeste de Múnich, cerca del extremo noroeste del lago Ammer.

## Demografía
Crecimiento de la población (al 30 de junio en cada caso):
| Año  | Habitantes |
| ---- | ---------- |
| 1970 | 830        |
| 1987 | 1.243      |
| 2000 | 1.791      |
| 2002 | 1.910      |
| 2005 | 2.036      |
| 2006 | 2.048      |
| 2007 | 2.083      |